# Старшина (клас військовиків)
Старши́на — особа командного і начальницького складу в збройних силах України на початку — в середині ХХ сторіччя.
Термін «старши́на» тотожний терміну «офіцер» (який використовувався у збройних силах Австро-Угорщини та Російської імперії) почав використовуватися після сформування національних українських військових формувань.

## Поява терміна
В Україні в XVI—XVIII століттях «старши́на» — керівна привілейована верхівка козацтва, козацькі урядники.
Зародження козацької старшини розпочалося разом із виникненням українського козацтва в кінці XVI століття. Організаційного оформлення козацька старшина набула в період створення Запорозької Січі. В різні часи її існування чисельність цього прошарку козацтва була неоднаковою і деколи сягала 150 осіб. До складу козацької старшини входили урядники різних рангів.
Козацька старшина існувала у реєстровому козацькому війську, що було створене у 1572 році. На чолі реєстрових козаків стояв гетьман, якого обирали за погодженням із королівським урядом на загальній військовій раді. До реєстрової козацької старшини належали: 2 (згодом 4) осавули, обозний, військовий суддя, військовий писар, полковники та сотники. В різні часи кількість полковників і сотників була різною.
З уведенням нового адміністративно-територіального поділу України на полки та сотні у XVII столітті відбулася ієрархічна диференціація козацької старшини на генеральну, полкову та сотенну старшину. Генеральна старшина, центральний орган керування Гетьманщини, який підпорядковувався гетьману, полкова старшина, орган керування козацьким полком, який підпорядковувався полковнику і сотенна старшина, яка керувала сотнею і була в підпорядкуванні сотника.
Після остаточної ліквідації державних прав України імперський уряд у 1785 році скасував козацьку старшину у Гетьманщині як окремий суспільний стан (ще раніше це було зроблено у Слобідській Україні — у 1765 році та на Запоріжжі — в 1775 році). Частина старшини перейшла на службу до імперського війська і злилася з російським дворянством.

## Перехід козацької старшини на імперську службу (друга половина XVIIIст.)
У зв'язку з переформуванням гетьманських і слобідських козацьких полків на регулярні імперські козацькій старшині було запропоновано перейти на імперську військову службу чи отримати відставку. Колишнім представникам козацької старшини, які вирішили піти у відставку (в «абшит»), та тим, які вирішили продовжити службу, було надано цивільні чи військові чини відповідно до Табеля про ранги. Якщо представник старшини не брав участі у походах, то він отримував чин, на щабель нижче встановленого. Наприклад: полковий обозний при переведенні на загальноімперську систему отримував чин прем'єр-майора, але якщо він не брав участі у походах, то міг розраховувати лише на чин секунд-майора.
Позаяк імперські армійські офіцерські чини присвоювалися на одну-дві сходинки нижче, а так само через те, що різниця в уряді козацького старшини і армійського офіцера не були рівноцінні, багато представників старшини вийшли у відставку.
| Посада (козацька старшина) | Військовий чин           | Цивільний чин           | Клас                   |
| -------------------------- | ------------------------ | ----------------------- | ---------------------- |
| Полковник                  | Підполковник             | Надвірний радник        | VII                    |
| Полковий обозний           | Прем'єр-майор            | Колезький асесор        | VIII                   |
| Полковий суддя             | Секунд-майор             | Колезький асесор        | VIII                   |
| Полковий осавул            | Ротмістр                 | Титулярний радник       | IX                     |
| Полковий хорунжий          | Поручник                 | Губернський секретар    | XII                    |
| Сотник                     | Поручник                 | Губернський секретар    | XII                    |
| Старший полковий писар     | —                        | Губернський секретар    | XII                    |
| Молодший полковий писар    | —                        | Кабінетський реєстратор | XIII                   |
| Сотенний хорунжий          | Вахмістр                 | -                       | нижче табелі про ранги |
| Решта                      | Унтер-офіцери та капрали | -                       | нижче табелі про ранги |

## Відродження терміна у ХХ столітті
На початку ХХ століття з'являються українські національні військові формування. Першим таким формуванням були Українські січові стрільці, українське добровольче національне формування (легіон) у складі австро-угорської армії. Військовики УСС мали українські звання, але вони були порівняні до австро-угорських. Серед іншого з'являється поділ військовиків на класи старшин (офіцерів), та підстаршин (унтер-офіцерів).
Зі становленням УНР постає Армія Української Народної Республіки. 16 січня 1918 року Центральна рада ухвалила закон про утворення народної армії на міліційній основі. Під впливом революційних подій військові ранги було скасовано, а військовики розрізнялися за посадами. З'являється поділ на рядовиків, підстаршин (від ройового до бунчужного) та старшин (від півсотенного до полковника, та «отамани» від отамана бригади до отамана корпусу).
З початком революції 1917 року серед інших українських народних формувань виникає Вільне козацтво — міліційні добровільні формування. З'явившись на Звенигородщині, вільне козацтво поширилося далі по Україні. Старшина Вільного козацтва — виборні урядники, в залежності від рівня підрозділу поділялися на сотенну, курінну, полкову та кошову. Підставою організації села, була сотня, очолювана сотником, до сотенної старшини входили п'ять осіб: сотник, писар, скарбник, хорунжий та бібліотекар. Сотні однієї волості складалися у курінь, керівництво куреня складало курінну старшину, яка була відповідна сотенній і складалася також із п'яти осіб, очолюваних курінним отаманом. Декілька куренів об'єднувалися у полк, який очолювався полковою старшиною на чолі з полковником. Полки цілої округи об'єднувалися у кіш, очолюваний кошовою старшиною, під керівництвом кошового отамана. Сотенну старшину обирали козаки сотні, курінну — сотні волості, полкову — курені повіту, а кошову — полки округи. 20 жовтня відбувається 1917 року відбувається Всеукраїнський З'їзд Вільного Козацтва, на якому обрано Генеральну Раду. До генеральної старшини (члени генеральної Ради) зараховувалися: отаман, генеральний писар, наказний отаман, генеральний обозний, генеральний суддя, генеральні хорунжі, генеральні осавули.
29 квітня 1918 року внаслідок державного перевороту отаман Вільного козацтва Павло Скоропадський взяв владу в Україні, утворивши Українську Державу. За часів Другого Гетьманату встановлюються персональні військові звання, а поняття старшина починає асоціюватися саме з ними. Військовики поділялися на рядовиків, підстаршин та старшин. Сама старшина поділялася на: молодшу (від хорунжого до сотника), булавну (від військового старшини до полковника) та генеральну (від генерального хорунжого до генерального обозного). Військові ступені були здебільшого побудовані на основі урядів козацької старшини часів Козаччини. Також присутні найменування штаб-старшина, та обер-старшина, за зразком з імперськими штаб-, та обер-офіцерами. Слід зауважити, що поняття «булавна старшина» відповідне імперському «штаб-офіцер» (та сучасному «старший офіцер»), оскільки тогочасне слово «булава» відповідало сучасному «штаб». Флотська старшина поділялася на: молодшу, булавну та адміральну.
Після повалення Гетьманату знову згідно з наказом Головної управи війська УНР (ГУВУНР) ч. 276 від 24 квітня 1919 року затверджуються нові знаки розрізнення для військових звань, а військовики поділяються на класи: козаки, підстаршини, та старшини. Старшина поділялася та старшину (молодші офіцери), булавну старшину (старші офіцери) та отаманну старшину (генералітет).
Згідно з наказом Головної управи війська УНР (ГУВУНР) ч. 16 від 30 березня 1920 року вводяться нові знаки розрізнення, а також дещо змінюється поділ старшин: молодша старшина (молодші офіцери), булавна старшина (старші офіцери) та генеральна старшина (генералітет).
Українська Галицька армія (УГА) регулярна армія Західно-Української Народної Республіки (ЗУНР). Ступені та знаки розрізнення були введені Державним секретаріатом військових справ (ДСВС) Західної області УНР 22 квітня 1919 року. Військовики УГА поділялися на рядовиків, підстаршину, старшину та генералів. Старшина поділялася на молодшу (від чотаря до сотника) та булавну (від отамана до полковника).

## Після1921року
Після остаточної окупації України в 1921 році цей термін продовжував використовуватися серед емігрантського середовища. На території УРСР в лавах Червоної армії персональні військові звання були відсутні, отож командний склад мав назву «червоний командир». Поняття «офіцер» знову з'являється в 1942 році.